# Гудимов, Иван Кириллович
Ива́н Кири́ллович Гуди́мов (1920—1995) — подполковник Советской Армии, участник Великой Отечественной войны, Герой Советского Союза (1945).

## Биография
Иван Гудимов родился 9 августа 1920 года в селе Верхний Бык (ныне — Воробьёвский район Воронежской области).
Окончил семь классов школы. Работал шофёром в колхозе, с 1938 года — слесарем и молотобойцем на строительстве Южно-Уральского никелевого комбината в городе Орске Оренбургской области. В 1939 году он окончил Орский аэроклуб.
В 1940 году Гудимов был призван на службу в Рабоче-крестьянскую Красную Армию. В 1941 году он окончил Чкаловскую военную авиационную школу лётчиков, после чего проходил службу в строевых частях военно-воздушных сил. С марта 1943 года — на фронтах Великой Отечественной войны. Был лётчиком, старшим лётчиком, командиром звена, заместителем командира, командиром авиационной эскадрильи 448-го штурмового авиационного полка. Принимал участие в боях на Волховском и Ленинградском фронтах. Летал на штурмовике «Ил-2».
К февралю 1945 года старший лейтенант Иван Гудимов был заместителем командира и одновременно штурманом авиационной эскадрильи 448-го штурмового авиационного полка 281-й штурмовой авиационной дивизии 13-й воздушной армииЛенинградского фронта. К моменту представления его к званию Героя Советского Союза Гудимов совершил более 115 боевых вылетов.
Указом Президиума Верховного Совета СССР от 23 февраля 1945 года за «мужество и героизм, проявленные в боях» старший лейтенант Иван Гудимов был удостоен высокого звания Героя Советского Союза с вручением ордена Ленина и медали «Золотая Звезда» за номером 5942.
После окончания войны Гудимов продолжил службу в Советской Армии. В 1951 году он окончил Краснодарскую высшую офицерскую школу штурманов военно-воздушных сил, в 1957 году — курсы усовершенствования офицерского состава. В 1961 году в звании подполковника Гудимов был уволен в запас. Проживал в городе Жуковский Московской области. Скончался 24 января 1995 года, похоронен на кладбище посёлка Островцы Раменского района Московской области.
Был также награждён двумя орденами Красного Знамени, орденом Суворова 3-й степени, двумя орденами Отечественной войны 1-й степени, орденом Красной Звезды, а также рядом медалей.